# USS Naubuc (1864)
19 жовтня 1864 року був спущений на воду перший USS Naubuc, закладений як 1175-тонний монітор невеликої осадки типу «Каско» на заводі Perine's Union Iron Works, Вільямсбург, штат Нью-Йорк. 

## Конструкція
Однак, як і у інших кораблів відповідного типу, його початкова конструкція мала серйозні недоліки,  і він був ви непридатною для плавання до її завершення. Потім корабель переобладнали на міноносець 4-го класу з однією 11-дюймовою гладкоствольною гарматою Дальгрена та торпедним обладнанням Вуда-Лея.

## Доля корабля
Включений до складу флоту 27 березня 1865 року, корабель фактично не використовувався, і 27 червня 1865 року його вирішили відправити на верф ВМС Нью-Йорка. Як і майже всі численні однотипні кораблі-побратими, під час перебування на верфі  він був двічі перейменований: на «Горгон», 15 червня 1869 року; і на «Міннентонка», 10 серпня 1869 р. У 1875 році корабель був розібраний фірмою Гарлан і Холлінгсворт, Вілмінгтон, Делавер.